# Альдо-Бонси
Альдо-Бонси (исп. Aldo Bonzi) — город в Аргентине в провинции Буэнос-Айрес в муниципалитете Ла-Матанса.

## История
В конце XIX века итальянец Альдо Бонци эмигрировал в Аргентину, и приобрёл землю в этих местах. Когда в 1908 году здесь была проведена железная дорога, он пожертвовал землю под железнодорожную станцию, которая за это была названа в его честь. Вокруг станции вырос населённый пункт.